# Henrik Below
Henrik Below (6. december 1540 i Mecklenburg – 7. december 1606 på Spøttrup), var en mecklenburgsk adelsmand, der fik en kometagtig karriere ved det danske hof.

## Ungdom
Henrik Below var ud af en gammel mecklenburgsk adelsslægt og blev født på godset Klincken i 1540. Forældrene var Claus Below til Klincken og Dorothea Golitz. Han blev opdraget i sit hjem, indtil han som 9-årig kom i skole i Güstrow. Her var han dog kun et års tid, hvorefter han af faderen sendtes til universitetet i Rostock. Efter at have studeret her i 3 år måtte han afbryde sine studier, da faderen, som sad med en meget stor børneflok, ikke længere havde råd til at dække udgifterne for Henriks ophold ved universitetet. Henrik Below var dog fra naturens side lærenem, så han fortsatte på egen hånd sine studier og navnlig erhverve sig stor færdighed i at tale og skrive latin.

## Soldatertid
15 år gammel sendtes han til hertug Albrecht af Preussen, som 1557 gjorde ham "væragtig", hvorefter han tog tjeneste blandt hertugens landsknægte. Da den franske konge det følgende år hvervede ryttere i Preussen i anledning af krigen med Spanien, lod også Henrik Below sig hverve og deltog i sommerens felttog. Ved vinteren drog han hjem til sin fader, hvor han blev til 1564, da han blev antaget som hofsinde hos hertug Johan Albrecht af Mecklenburg. Efter kun to år tog han orlov og gik i kejserlig tjeneste og deltog under grev Giinther af Schwarzburg i krigen i Ungarn mod tyrkerne.

## Til Danmark
Herefter vendte Below tilbage til hertug Johan Albrecht, som 1568 gjorde ham til sin hofmarskal og hofråd, i hvilken stilling han blev brugt til adskillige diplomatiske sendelser. Ved en sådan lejlighed kom han 1573 til Danmark, hvor han vandt kong Frederik 2.’s gunst i sådan grad, at han, efter at have taget sin afsked hos hertugen, 1575 drog til Danmark. Her fik han straks ansættelse som hofsinde, og inden året var omme, gjorde kongen ham til sin hofmarskal. Som yderlige udtryk for sin høje gunst hos kongen, fik han 1577 Ønnestad og Strø i Skåne og forlening, samt efter yderligere to år kongeligt gavebrev på Spøttrup i Salling. Da han samtidig tog sin afsked ved hoffet, blev han forlenet med Koldinghus. Allerede 1581, altså efter kun seks års ophold i Danmark, optoges han i rigsrådet. Da han desuden havde trolovet sig med en af dronningens Jomfruer, Lisbet Lauridsdatter Skram (1563-1600) til Hastrup, gav kongen ham et nyt bevis paa sin yndest ved at holde hans bryllup på Koldinghus 1583. 1584 ombyttede han Kolding Len med Skivehus, som han beholdt til 1592, da han blev lensmand på Hald, 1596 forflyttedes han her fra til Tranekær og året efter til Kalø, som han beholdt til sin død. I alle disse år blev han jævnlig brugt som gesandt til fremmede hoffer, til Skotland, England, Mecklenburg, Sachsen etc. År 1600 havde han den sorg at miste sin hustru, der havde skænket ham 4 sønner og 3 døtre. Selv døde Henrik Below på Spøttrup 6 år senere. Han blev begravet i Rødding Kirke.

## Fodnoter
1. ↑  Se immatrikulation af Henrik Below i Rostock Matrikelportal
2. ↑  Johannes Caselius, HENRICO BELOVIO ET ELISABETHAE SCHRAMMIA (Rostock, 1583).